# Ladislav Gujaš
Ladislav Gujaš (mađ: Gulyás László) (Siget, 1960.) je hrvatski književnik iz Mađarske. Piše pjesme.
Visoku pedagošku školu je pohađao u Pečuhu, a u studirao je u Budimpešti gdje je diplomirao hrvatski jezik.
Zaposlio se u mađarskom gradiću Serdahelu, gdje je radio kao učitelj. 
Glavnim je urednikom tjednika Hrvatskog glasnika.
Član je Hrvatskoga književnog kruga u Mađarskoj.
Pisao je i za tradicionalni godišnjak Hrvatske državne samouprave iz Budimpešte Hrvatski kalendar.

## Djela
- Dodir vremena, 1992.

Neke pjesme su mu ušle u antologiju hrvatske poezije u Mađarskoj 1945. – 2000. urednika Stjepana Blažetina Rasuto biserje. 
Svojim djelima je ušao u antologiju Pjesništvo Hrvata u Mađarskoj = Poemaro de kroatoj en Hungario, urednika Đure Vidmarovića, Marije Belošević i Mije Karagića.

## Vanjske poveznice i izvori
- Oktatási és Kulturális Minisztérium  Arhivirana inačica izvorne stranice od 1. lipnja 2010. (Wayback Machine) Okvirni program hrv. jezika i književnosti za dvojezične škole - Djelatnost suvremenih književnika
- Književni krug Reči Rieč, poezija, proza, književnost[neaktivna poveznica] Ladislav Gujaš